# Lóarteritis vírus
A lóarteritis vírus (angolul:equine arteritis virus, EAV) az Arteriviridae családba tartozó, pozitív egyszálú RNS-genommal rendelkező vírus, mely a lovak fertőző arteritisének (equine viral arteritis, EVA) kórokozója. Az Arterivirus genus típusfaja.
A vírust először 1953-ban izolálták az Egyesült Államok-beli Ohio államban, de az általa okozott betegség már a 19. század óta ismert. Azóta világszerte kimutatták. A vírus természetes körülmények között csak lovakat vagy szamarakat fertőz, az emberre nem veszélyes.

## Biológiája
A virion 40-60 nm átmérőjű, kapszidja ikozaéder formájú és lipidburokkal rendelkezik. Genomja 12700 bázispárból áll és két nagy gént (mindkettő többfunkciós de alapvetően egyik egy proteáz, másik pedig RNS-függő RNS-polimeráz) valamint hét kisebb, egymást átfedő, struktúrfehérjéket kódoló gént tartalmaz. A vírus receptora nem ismert, de szövetspecificitása a receptortól függ, mert mesterségesen bejuttatva jóval több féle sejtben működik a fertőzési folyamat mint természetes körülmények között. A sejt megfertőzése után a vírusgenom közvetlenül kapcsolódik a riboszómákhoz és átíródik az első két nagy gén (pontosabban ORF, open reading frame). A proteáz darabolja fel funkcionális fehérjére a géntermékeket és az RNS-polimeráz a (+) vírusgenomról komplementer (-)RNS-szálat szintetizál, ami az új vírusgenomok templátjául szolgál majd. A vírusfertőzés a sejt pusztulásával jár.

## A betegség tünetei és lefolyása
Az EAV cseppfertőzéssel, orálisan (a váladékkal szennyezett takarmánnyal egy egyéb tárgyakkal való érintkezéssel), valamint szexuális úton, a fertőzött mének ondójával terjed. A fertőzés menete az enyhe, akár szubklinikustól egészen az elhullásig terjedhet. Tünetei: akár 41 °C-ig emelkedő láz, levertség, begyulladt szem, tüsszögés, duzzanatok a lábakon és nemi szerveken, vemhes kancák esetében vetélés. Az állatok többsége enyhe tünetekkel esik át a fertőzésen, ám főleg legyengült lovak vagy csikók esetében a betegség súlyos is lehet. Kancáknál akkor is okozhat vetélést, ha az egyéb tünetek nem feltűnőek. A vírus elsősorban a makrofágokat és az érfalat támadja és testszerte kisebb-nagyobb ödémákat, a nyirokcsomók duzzanatát és a kis artériák nekrózisát okozza.

## Terjedése
A EAV-t gyakorlatilag minden kontinensen kimutatták már, gyors terjedése elsősorban a modern nemzetközi lótenyésztési és -nemesítési gyakorlatnak volt köszönhető, melynek során egy-egy fertőzött mén mesterséges megtermékenyítéssel több országban sok száz kancának adhatta tovább a betegséget. Ma már hozzáférhető a vírus elleni vakcina. Magyarországon a fedezőméneket kötelezően szűrni és oltatni kell, ezt a Vidékfejlesztési Minisztérium 7/2003. (II.4.) FVM rendelete szabályozza.